# NGC 855
NGC 855 è una piccola galassia ellittica situata nella costellazione del Triangolo, a una distanza di circa 16 milioni di anni luce dalla nostra Via Lattea.

## Scoperta
La galassia è stata scoperta il 26 ottobre 1786 dall'astronomo britannico di origine tedesca William Herschel.

## Descrizione
NGC 855 presenta una larga riga a 21 cm dell'idrogeno neutro.